# Equipamento

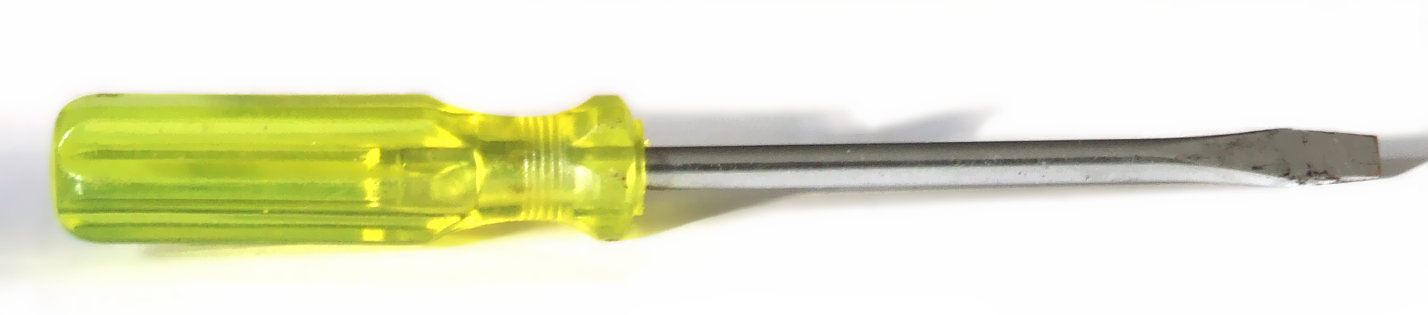
Uma chave de fenda.

Equipamento é uma ferramenta que o ser humano utiliza para realizar alguma tarefa ou função, como exemplo os óculos de segurança. 
Outras definições para a palavra equipamento:
- Tudo aquilo de que o militar precisa para entrar em serviço;[2]
- O conjunto do que serve para equipar;
- Instrumentos necessários a determinada função;
- Aparelho em si, como um todo, usado na execução de uma tarefa ou serviço. Exemplos: microcomputador, aparelho de raio x, etc;
- Bastante utilizado na indústria, comércio e no cotidiano de diversos profissionais como ferramenta de trabalho.